# Comté de Robertson (Texas)
Pour les articles homonymes, voir Comté de Robertson.
Le comté de Robertson, en anglais : Robertson County, est un comté situé à l'est de la partie centrale de l'État du Texas aux États-Unis. Fondé le 14 décembre 1837, le siège de comté est la ville de Franklin. Selon le recensement des États-Unis de 2020, sa population est de 16 757 habitants. Le comté a une superficie de 2 241,2 km2, dont 2 216,2 km2 en surfaces terrestres. Il est nommé en mémoire de Sterling C. Robertson, homme politique ayant participé à l'indépendance du Texas.

## Organisation du comté
Le comté de Robertson est créé par la république du Texas, le 14 décembre 1837. Il résulte de la séparation des comtés de Bexar, de Nacogdoches et de Milam. Le comté est définitivement autonome et organisé le 28 novembre 1839. Le 29 décembre 1845, il devient un comté de l’État du Texas, nouvellement créé.
Le comté est baptisé en référence à Sterling C. Robertson (en), un des premiers colons du Texas, ayant signé la déclaration d'indépendance du Texas,,.

## Géographie

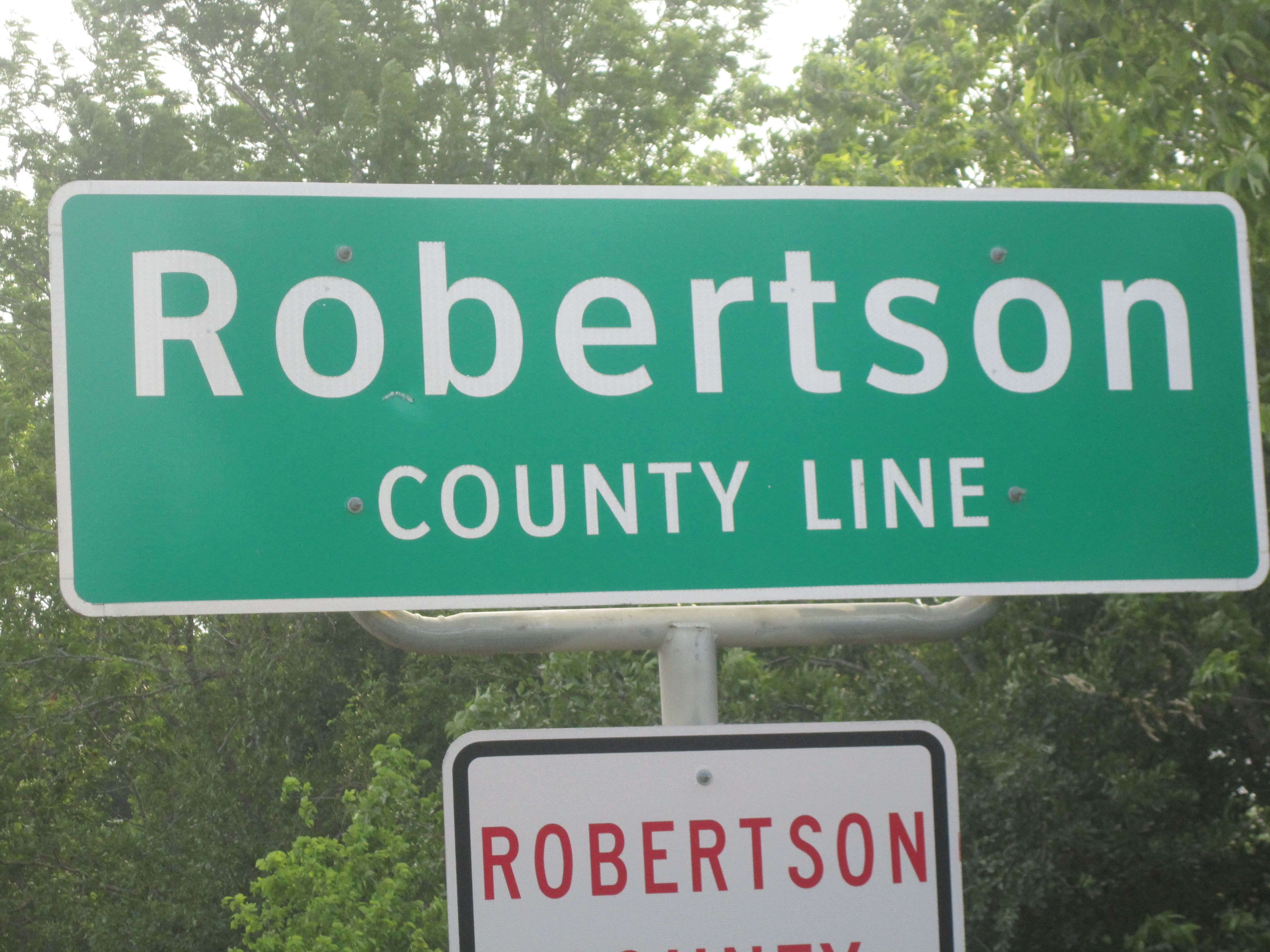
Panneau de limite du comté de Robertson.

Le comté de Robertson se situe à l'est de la partie centrale de l'État du Texas, aux États-Unis,. Il est bordé par le Brazos à l'ouest, la rivière Navasota à l'est et l'ancienne route de San Antonio, au sud.
Il a une superficie totale de 2 241,2 km2, composée de 2 216,2 km2 de terres et de 25 km2 de zones aquatiques.
L'altitude varie de 76 m à 152 m.

## Comtés adjacents
| Comté de Falls | Comté de Limestone | Comté de Leon   |
|                | comté de Robertson |                 |
| Comté de Milam | Comté de Burleson  | Comté de Brazos |

## Démographie
Lors du recensement de 2010, le comté comptait une population de 16 622 habitants. En 2017, la population est estimée à 17 203 habitants,.

Pyramide des âges du comté de Robertson (2000).

## Galerie

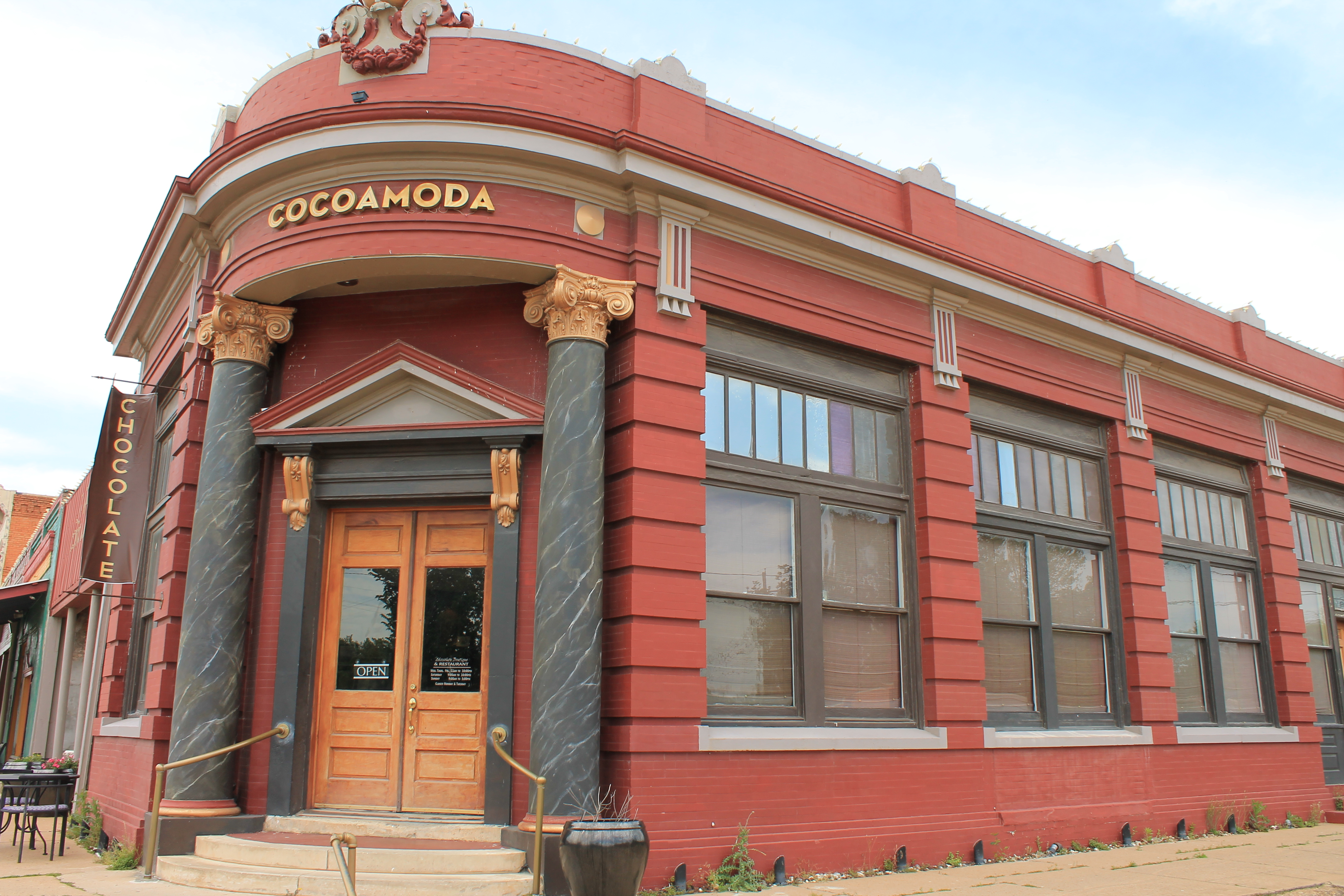
Le bâtiment de la Citizens Bank & Trust Co. à Calvert.
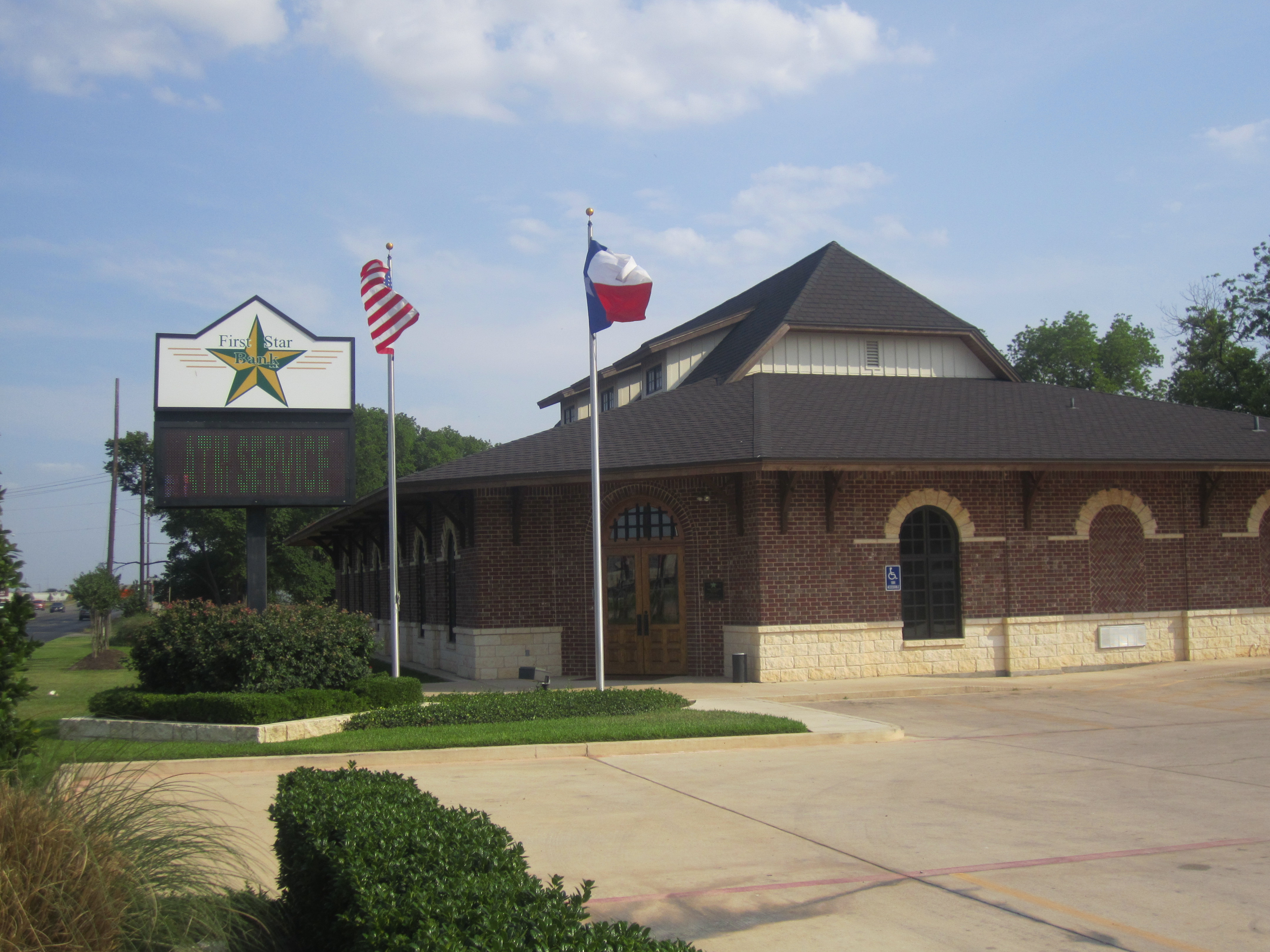
Le bâtiment de la Star Bank à Hearne.
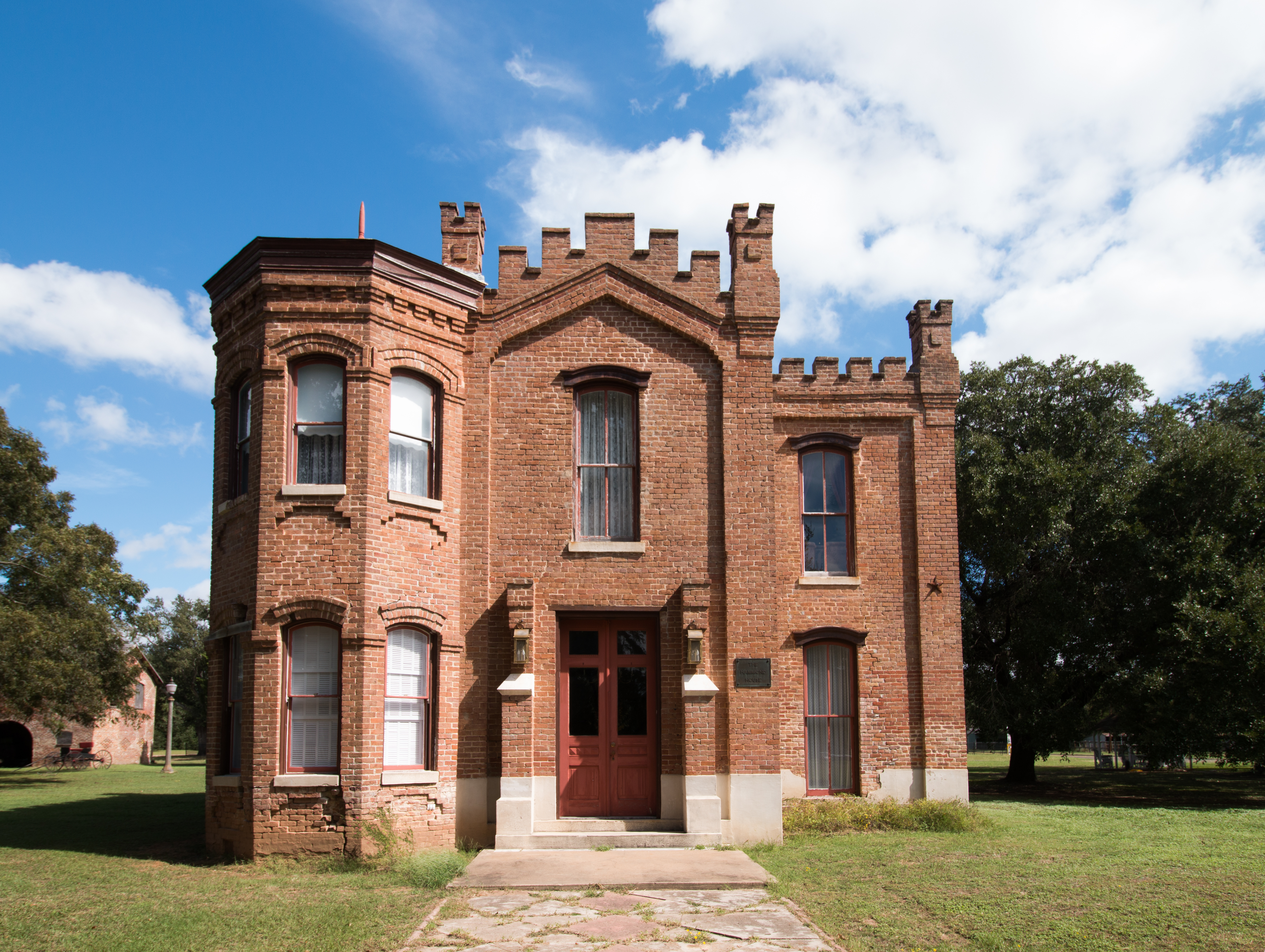
La maison Hammond à Calvert.
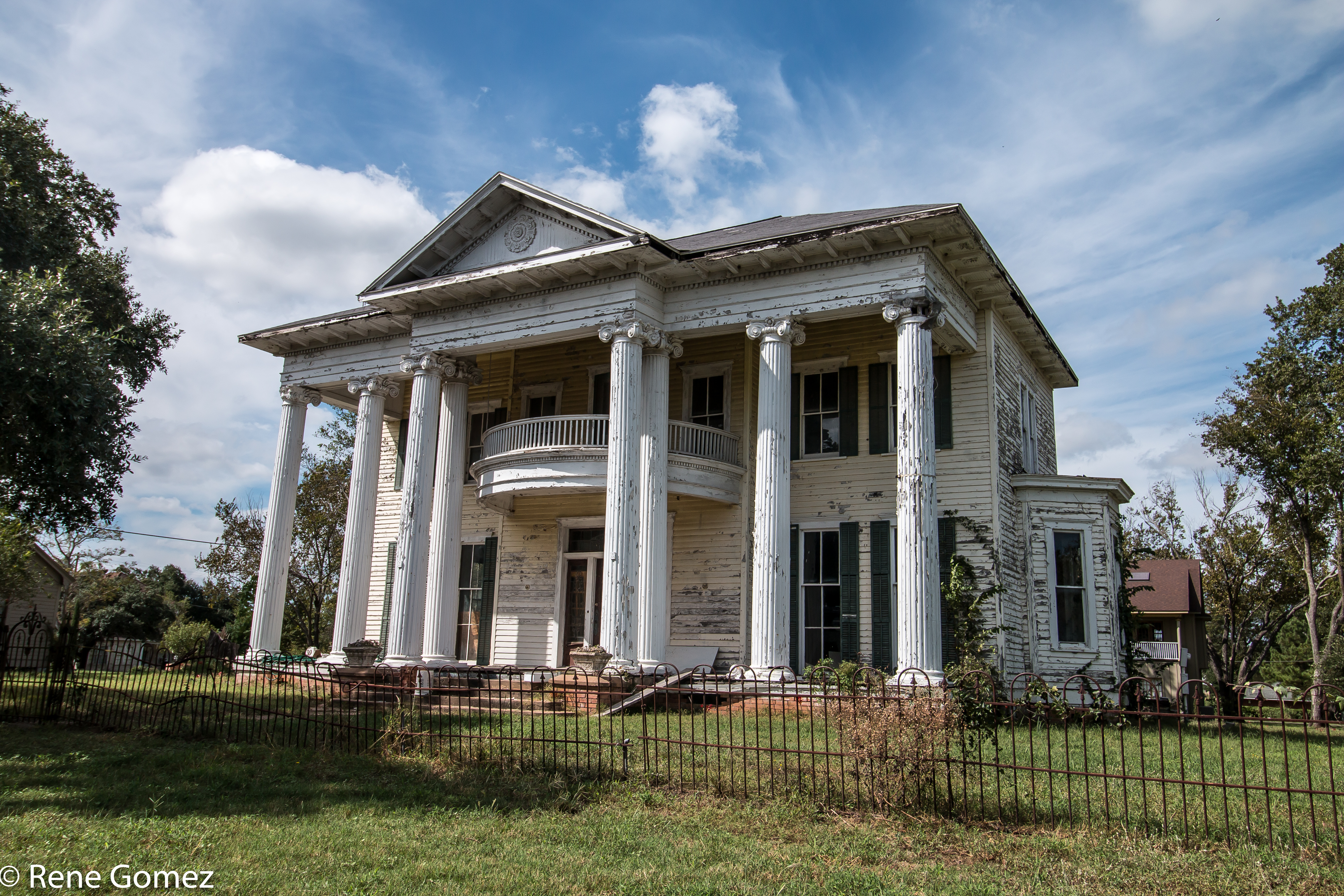
Une maison historique à Calvert.

### Source de la traduction
- (en) Cet article est partiellement ou en totalité issu de l’article de Wikipédia en anglais intitulé « Robertson County, Texas » (voir la liste des auteurs).